# Kanstancin Jezawitau
Kastuś Jezawitau, biał. Касту́сь Езаві́таў (lub Kanstancin Barysawicz Jezawitau, biał. Канстанці́н Бары́савіч Езаві́таў, rosy. Константи́н Бори́сович Езови́тов; ur. 17 listopada 1893 r. w Dźwińsku, zm. 23 maja 1946 r. w Mińsku) – białoruski wojskowy (generał major), wydawca, publicysta, pisarz, poeta, działacz oświatowy i narodowo-społeczny.

## Młodość
W 1913 r. wstąpił do Białoruskiej Socjalistycznej Hramady. W 1916 r. ukończył Instytut Pedagogiczny w Witebsku, a następnie Pawłowską Akademię Wojskową w Piotrogrodzie. Brał udział w I wojnie światowej na froncie północnym. Prowadził niepodległościową działalność wśród żołnierzy pochodzenia białoruskiego. Pod koniec 1917 r. został komendantem Mińska. Objął funkcję zastępcy przewodniczącego Centralnej Białoruskiej Rady Wojskowej.

## Działalność wBiałoruskiej Republice Ludowej
W grudniu uczestniczył w obradach I Zjazdu Wszechbiałoruskiego w Mińsku. W związku z działalnością w Centralnej Białoruskiej Radzie Wojskowej został w styczniu 1918 r. aresztowany przez bolszewików, ale już 18 lutego tego roku udało mu się uciec. Pod koniec marca tego roku wszedł w skład Rady Białoruskiej Republiki Ludowej jako sekretarz ds. wojskowych (minister obrony). Działał na rzecz utworzenia białoruskiej armii. Po wycofaniu się wojsk bolszewickich z obszaru Białorusi ponownie został komendantem Mińska i tamtejszych oddziałów białoruskich. Zorganizował przejście na stronę białoruską wojsk gen. Stanisława Bułak-Bałachowicza. Wydawał w Grodnie pismo "Бацькаўшчына". W sierpniu 1919 r. wysłano go jako szefa misji wojskowej Białoruskiej Republiki Ludowej (BRL) do Łotwy i Estonii. Doprowadził do nawiązania dyplomatycznych stosunków BRL z rządami Ukrainy, Litwy, Łotwy, Estonii i Finlandii. Wystąpił o pomoc wojskową do USA. W maju 1920 r. awansował do stopnia generała majora.

## Emigracja
Od 1921 r. mieszkał w Rydze, gdzie aktywnie uczestniczył w życiu lokalnej społeczności białoruskiej. Utworzył białoruskie stowarzyszenie narodowe. Pełnił funkcję zastępcy przewodniczącego Białoruskiego Towarzystwa "Бацькаўшчына". Wspomagał finansowo wydawanie białoruskich gazet i czasopism, do których pisał też artykuły. Redagował gazetę "Голас беларуса", pismo "На чужыне" i czasopismo pedagogiczne "Беларуская школа ў Латвіі". Był autorem kilku książek dotyczących historii Białorusi. Pisał liryczne wiersze. Był kilkakrotnie aresztowany przez władze łotewskie ze względu na rzekomą chęć oderwania Łatgalii od Łotwy. W latach 1923–1924 był dyrektorem białoruskiego gimnazjum w Rydze.

## OkresII wojny światowej
Po zajęciu Łotwy przez wojska niemieckie w 1941 r., współzakładał w Rydze Białoruski Komitet Narodowy. Organizował na okupowanej Łotwie białoruskie szkoły. 27 czerwca 1944 r. uczestniczył w obradach II Kongresu Wszechbiałoruskiego w Mińsku, podczas którego wybrano go w skład Białoruskiej Centralnej Rady. Po jej ewakuacji do Niemiec stał na czele Głównego Kierownictwa Spraw Wojskowych Rady. Nadzorował formowanie oddziałów wojskowych złożonych z Białorusinów. Krótko przed zakończeniem wojny został na obszarze Niemiec zajętym przez Sowietów aresztowany przez funkcjonariuszy SMIERSZ-a i przewieziony do ZSRR. Według oficjalnej wersji zmarł na gruźlicę podczas śledztwa w więzieniu w Mińsku.